# Droga wojewódzka nr 910
Droga wojewódzka nr 910 – droga wojewódzka w południowej części Polski, w województwie śląskim, łącząca Będzin z Dąbrową Górniczą i Sosnowcem.

## Przebieg drogi
Droga wojewódzka nr 910 zaczyna się na granicy administracyjnej Będzina i Czeladzi na wiadukcie nad drogą krajową nr 86 (węzeł drogi krajowej nr 86). Jest ona kontynuacją drogi krajowej nr 94, która na tym wiadukcie łączy się z drogą krajową nr 86. Następnie droga biegnie w Będzinie ulicą Czeladzką i Aleją Hugona Kołłątaja, a w Dąbrowie Górniczej ulicą Jana Sobieskiego, ulicą Królowej Jadwigi oraz Aleją Róż. Na obszarze obu miast droga prowadzi przez ich ścisłe centra. Droga wojewódzka nr 910 kończy swój bieg na granicy administracyjnej Dąbrowy Górniczej i Sosnowca na węźle drogi krajowej nr 94. Kontynuacją drogi  w Sosnowcu jest ulica Braci Mieroszewskich.
Przy drodze wojewódzkiej nr 910 znajdują się dwa zabytki wpisane do rejestru zabytków. Są to: średniowieczny zamek w Będzinie, w którym znajduje się część Muzeum Zagłębia oraz Bazylika Najświętszej Maryi Panny Anielskiej w Dąbrowie Górniczej będąca sanktuarium Diecezji Sosnowieckiej. Dojazd do obydwóch obiektów jest możliwy jedynie z jezdni prowadzącej na zachód (z Dąbrowy Górniczej do Będzina).